# Theretra pallida
Theretra pallida är en fjärilsart som beskrevs av Misk. 1891. Theretra pallida ingår i släktet Theretra och familjen svärmare. Inga underarter finns listade i Catalogue of Life.